# Bernard Bresslaw
Bernard Bresslaw (Stepney, London, 1934. február 25. – Regent’s Park, London, 1993. június 11.) angol színpadi és filmszínész, komikus. Színpadon kiváló Shakespeare-karakter, a filmvásznon legsikeresebb szerepeit  1965–1975 között a Folytassa… sorozat filmjeiben alakította.

## Élete

### Származása, pályakezdése
London Stepney negyedében született, zsidó családban, három fiúgyermek közül legifjabbként. 
Apja szabász volt, a Hackney Empire színháznak dolgozott. Fia rendszeresen elkísérte, kedvet kapott a színjátszáshoz, esténként beállt statisztának, kis szerepeket is elvállalt. A korabeli önkormányzattól, a Londoni Megyei Tanácstól (London County Council) ösztöndíjat szerzett, hogy a Royal Academy of Dramatic Art színiiskolában tanulhasson. Itt elnyerte az Emile Littler-díjat, mint a legígéretesebb ifjú tehetség.

### Színészi pályája
Kis rádiós és televíziós mellékszerepekben mutatkozott be, majd sokat szerepelt klasszikus rádiójátékokban és a színpadon is, több Shakespeare-műben (a Young Vic Theatre Company, a Royal Shakespeare Company és a National Theatre társulatában). Hatalmas termete, zengő hangja, szuggesztív tekintete révén sokszor alakíthatott nagy, esetlen melákokat, izomembereket, erőt sugárzó délceg testőröket, katonákat, barátságos óriásokat, „kétajtós szekrényeket” és hasonló „nagyfiúkat”.
1957-ben, amikor a Hammer filmgyár a Terence Fisher által rendezendő Frankenstein átká-hoz kereste a szereplőket, Bresslaw-nak, éppen magassága miatt komoly esélye volt, hogy ő kapja a szörnyeteg szerepét, de végül a nála 5 centivel alacsonyabb, 196 centis Christopher Lee kapta meg a szerepet. 1959-ben viszont (ugyancsak a Hammer) Bresslaw-nak főszerepet adott a The Ugly Duckling című horror-vígjátékban, amely a Dr. Jekyll és Mr. Hyde-történetet dolgozza fel.
Az 1959-ben kezdett Folytassa… filmvígjáték-sorozat második filmjének, a Folytassa, nővér! forgatásába névtelen „dublőrként” Bresslaw-t is bevonták, de csak a lábát mutatták, a Joan Sims által fürösztött Terence Longdon lábaként, mert utóbbiakat a rendező túl véznának találta.
1965-ben megkapta első igazi Folytassa… szerepét a Folytassa, cowboy!-ban. Ő volt Kisrakás (Little Heap), a bamba indián. Filmbéli apját, Nagyrakás (Big Heap) indián főnököt a Bresslaw-nál fél méterrel alacsonyabb Charles Hawtrey játszotta. A film fergeteges sikere Bresslaw számára meghozta az országos ismertséget és népszerűséget. 1965–1975 között a Folytassa… sorozat 14 filmjében szerepelt. (Nem számítva a Folytassa, nővér!-beli „lábmutatást”.) 
Ő volt a legmagasabb termetű az egész Folytassa…-stábban. 201 cm-es (6 láb, 7 hüvelykes) termetével a hóna alá vehette a sorozat másik rendszeres szereplőjét, a 147 centis (4 láb, 7 hüvelykes) „bögyöskét”, Barbara Windsort. Bresslaw igen gondosan készült szerepeire, utánajárt az adott karakter kulturális hátterének. A Folytassa, cowboy! (1965), a Folytassa a dzsungelben! (1970), a Folytassa a Khyber-szorosban! (1968) karakterei által beszélt, régiónként különböző pidzsin nyelvjárásokat (az angol nyelv helyi nyelvekkel kevert, tört változatait) nyelvtanár segítségével sajátította el.
1967-ben, a Ki vagy, doki? sorozat The Ice Warriors (Jégharcosok) évadában ő volt Varga, a főgonosz. A földön kívülieket alakító összes színész 6 lábnál (183 centinél) magasabb termetű volt, de a vezért alakító Bresslaw óriásként tornyosult föléjük. A 194 centis Sonny Caldinez trinidadi színész, hivatásos birkózó, aki szintén jégharcost alakított, egy 2004-es interjúban elmondta: „Bresslaw volt az egyetlen, aki mellett kicsinek éreztem magam.”

### Magánélete
1959-ben feleségül vette Betty Wright táncosnőt. Bresslaw váratlan haláláig, 1993-ig együtt éltek, három fiuk született, James, Mark és Jonathan.

### Utolsó évei
1987-ben az Oxford Stage Company színház Doktor Faustus előadásában a címszerepet adó James Warwick mellett Bresslaw játszotta Mefisztót. Az 1990-es években a newcastle-i Theatre Royal-ban az Aladdin lámpásából előlépő szellemet formálta meg. Bresslaw tagságot nyert a világ legrégebbi színházi társulatába, a Grand Order of Water Rats-be is. Egyik utolsó színpadi szerepében Malvoliót alakította Shakespeare Vízkereszt, vagy amit akartok-jában, az Open Air Theatre színpadán, a londoni Regent’s Parkban.
1993. június 11-én munkahelyén, az Open Air Theatre öltözőjében halálos szívroham érte. Utolsó szerepét, Grumiót, Shakespeare A makrancos hölgyében már nem tudta befejezni. Hamvait Észak-Londonban, a Golders Green temetőben helyezték örök nyugalomra, június 17-én.

## Főbb szerepei
- 1956: Robin Hood kalandjai (The Adventures of Robin Hood), tévésorozat, Sir Dunstan kapitánya
- 1957–1958: The Army Game, tévésorozat, Popeye Popplewell közlegény
- 1958: I Only Arsked!, Popeye Popplewell közlegény
- 1959: Too Many Crooks, Snowdrop
- 1959: Folytassa, nővér! (Carry On Nurse), Ted York (név nélkül)
- 1959: The Ugly Duckling, Dr. Henry Jekyll
- 1963: Minden megtörténhet (It’s All Happening), Parsons
- 1965: Folytassa, cowboy! (Carry On Cowboy), Kisrakás (Little Heap)
- 1966: Morgan: A Suitable Case for Treatment; rendőr
- 1966: Folytassa sikoltozva! (Carry On Screaming!, Sockett
- 1967: Folytassa az idegenlégióban! (Follow That Camel), Abdul Abulbul sejk
- 1967: Folytassa, doktor! (Carry On Doctor), Ken Biddle
- 1967: Ki vagy, doki? sorozat, 1967: The Ice Warriors, Varga, jégharcos vezér
- 1968: Folytassa a Khyber-szorosban! (Carry On Up the Khyber, Bungdit Din
- 1968: Folytassa a kempingezést! (Carry On Camping), Bernie Lugg
- 1969: Doktor a háznál (Doctor in the House), tévésorozat, Malcolm
- 1969: Carry on Christmas, tévéfilm, több szerepben
- 1970: Folytassa a dzsungelben! (Carry On Up the Jungle), Upsidasi
- 1970: Folytassa a szerelmet! (Carry On Loving), Burke, a taperoló
- 1971: Up Pompeii, Néró bajnoka, Gorgó
- 1971: Folytassa, amikor Önnek megfelel! (Carry On at Your Convenience), Bernie Hulke
- 1972: Clochemerle, tévésorozat, Nicholas sekrestyés
- 1972: Folytassa, főnővér! (Carry On Matron), Ernie Bragg
- 1972: Folytassa külföldön! (Carry On Abroad), Bernard atya
- 1973: Folytassák, lányok! (Carry On Girls), Peter Potter
- 1973: Carry On Christmas, tévéfilm, több szerepben
- 1974: Folytassa, Dick! (Carry On Dick, Sir Roger Daley
- 1974: Vampira (Old Dracula), Pottinger
- 1975: Ellopták a dinoszauruszt (One of Our Dinosaurs Is Missing), Fan Choy
- 1975: Carry on Laughing!, tévésorozat, különféle szerepekben
- 1975: Folytassa az ásatást! (Carry On Behind, Arthur Upmore
- 1977: Jabberwocky, földesúr
- 1977: Folyton folyvást folytassa! (That’s Carry On!), korábbi szerepeiből
- 1979: Az ötödik muskétás (The Fifth Musketeer), Bernard
- 1980: A Sólyom bosszúja[12] (Hawk the Slayer), Gort, az óriás
- 1979–1980: Sherlock Holmes and Doctor Watson, tévésorozat, Smythe
- 1981: Carry On Laughing!, tévésorozat, korábbi szerepeiből
- 1983: Támadás a Krull bolygó ellen (Krull), Rell, a küklópsz
- 1985: Mann’s Best Friends, tévésorozat, Duncan
- 1986: What a Carry On, tévésorozat, korábbi szerepeiből
- 1989: Asterix és a nagy ütközet (Asterix and the Big Fight), Obelix (angol nyelvű) hangja
- 1992: Leon, a disznópásztor (Leon the Pig Farmer), Hartmann rabbi
- 1993: Az ifjú Indiana Jones kalandjai (The Young Indiana Jones Chronicles), nagyon nagy ember a Telefonminisztériumban
- 1998: A Perfect Carry On, tévé-dokumentumfilm, önmaga
- 2009: Bernard Bresslaw: A Story About Bernard Bresslaw

Magyar szinkronhangját adták
Balázs Péter, Bolla Róbert, Borbiczki Ferenc, Buss Gyula, Faragó András, Farkas Antal, Hadics László, Huszár László, ifj. Jászai László, Juhász Jácint, Kardos Gábor, Koroknay Géza, Kőszegi Ákos, Melis Gábor, Németh Gábor, Papp János, Sztankay István, Uri István, Varga T. József, Vass Gábor.
Lemezfelvételei (kislemezek)
- 1958: Mad Passionate Love / You Need Feet
- 1958: The Army Game / What Do We Do in the Army? (1958), Michael Medwin, Bernard Bresslaw, Alfie Bass és Leslie Fyson
- 1959: Charlie Brown (The Coasters song) / The Teenager’s Lament
- 1959: Ivy Will Cling / I Found a Hole